# Tōdō (Klan)

Wappen der Tōdō
(Tōdō-Efeublätter)

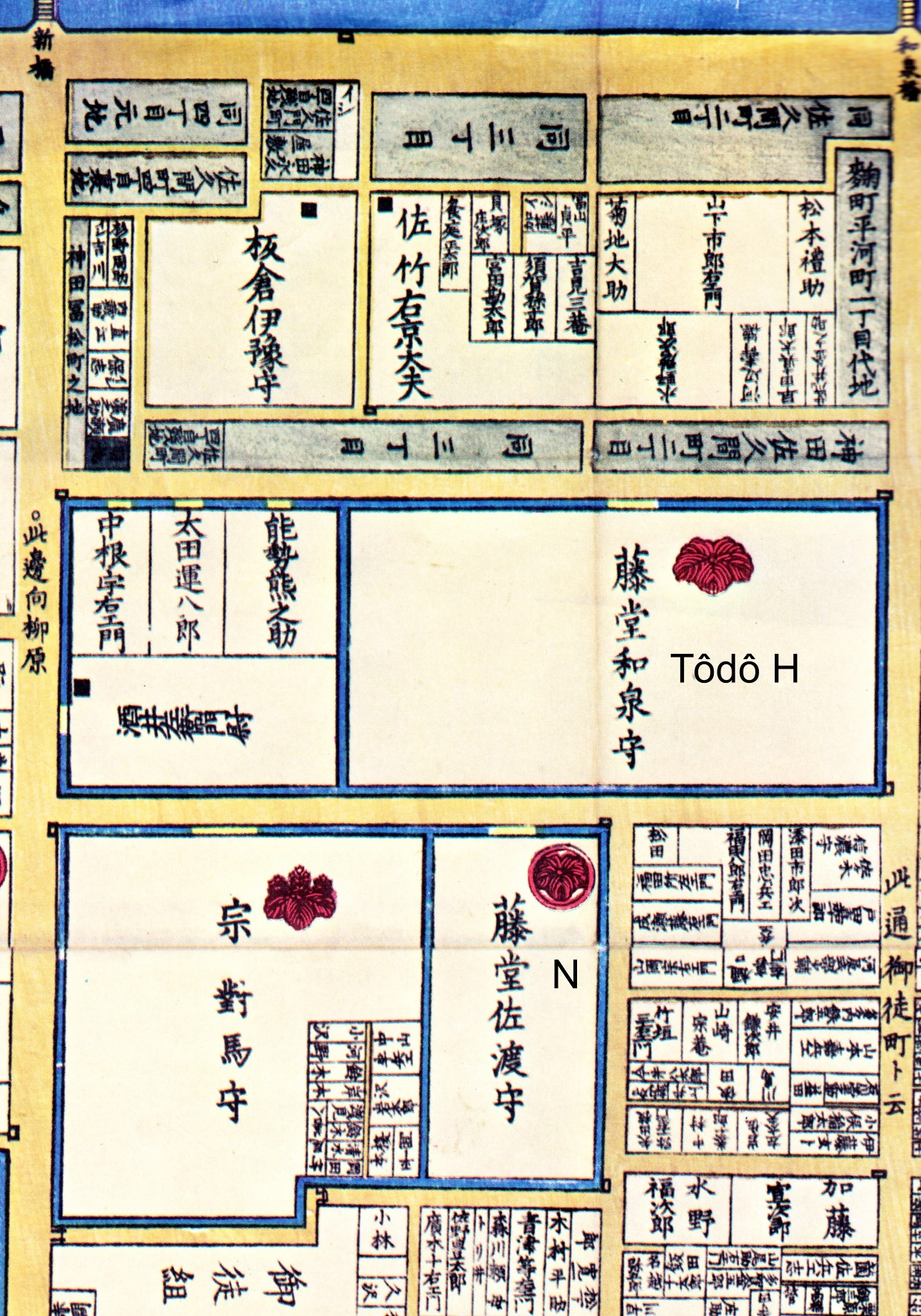
Tōdō-Residenz in Edo
(Nähe Bhf. Akihabara)
N = Residenz des Nebenzweiges.

Die Tōdō (japanisch 藤堂氏, Tōdō-shi) aus der Provinz Settsu waren eine Familie des japanischen Schwertadels (Buke), die sich von Prinz Toneri-shinnō (676–735), Sohn des Kaisers Temmu, ableitete. Mit einem Einkommen von 310.000 Koku gehörten die in Tsu (Mie) residierenden Tōdō zu den großen Tozama-Daimyō der Edo-Zeit. Benannt sind sie nach dem Dorf Tōdō (heute: Kōra) im Kreis Inukami der Provinz Ōmi. Sie herrschten über das Fürstentum (-han) Tsu bzw. Anotsu mit zuletzt (Stand: Bakumatsu/Meiji-Restauration) Besitzungen in den Provinzen Ise und Iga (später die Präfekturen (-ken) Anotsu/Tsu und Watarai) sowie Yamato und Yamashiro und das im 17. Jahrhundert eingerichtete Zweiglehen Hisai.

## Einige Mitglieder
- Takatora (高虎; 1556–1630) diente Oda Nobunaga, dann Toyotomi Hideyoshi, der ihn mit seinem Bruder Hidenaga in Verbindung brachte. Nach dessen Tode 1591 schor Takatora sein Haupt und zog sich auf den Kōya-san zurück. Aber Hideyoshi rief ihn zurück und machte ihn zum Berater für den Erben Hidenagas, nämlich Hidetoshi.  Während des Korea-Feldzuges kommandierte Takatora einen Teil der japanischen Flotte. Als Hidetoshi 1594 starb, kehrte er auf den Kōya zurück. Hideyoshi rief ihn wieder und übertrug ihm das Lehen von Uwajima (Provinz Iyo) mit einem Einkommen von 70.000 koku. Nach der Schlacht von Sekigahara 1600 wurde ihm die halbe Provinz Iyo  übertragen. 1602 begann er mit dem Bau seines Hauptsitzes Imabari mit 200.000 koku, Nebensitze blieben Uwajima und Ōzu. 1608 verließ Takatora Shikoku, da ihm die ganze Provinz Iga und zwei Kreise in der Provinz  Ise mit 320.000 Koku übertragen worden waren. Die Hauptsitz wurde dann die im verkehrsmäßig günstiger gelegene Tsu, Burg Ueno in Iga wurde Nebensitz.

Der Tōdō-Klan residierte bis zur Meiji-Restauration mit dem Ehrentitel Izumi no kami auf der Burg Tsu. Letzter Daimyō war
- Takayuki (高猷; 1813–1895). Er stand zunächst auf der Tokugawa-Seite, wechselte dann auf die Seite der neuen Regierung, zog sich 1871 in das Privatleben zurück.[5]

Eine Nebenlinie, die von Tōdō Takamichi (ein Enkel Takatoras) abstammte, residierte von 1632 bis 1868 in einem Festen Haus (jinya) im nahe gelegenen Hisai (久居) mit 53.000 koku. Nach 1868 Vizegraf.